# Троицкий район (Томский округ)
Троицкий район — административно-территориальная единица в составе Сибирского края и Кемеровской области РСФСР, существовавшая в 1925—1930 и 1946—1953 годах. Центр — село Троицкое.
Троицкий район образован в составе Томского округа Сибирского края в 1925 году.
По данным 1926 года район включал Больше-Златогорский, Воскресенский, Вяземский, Иверский, Кольцовский, Красноярский, Ламачевский, Летяжский, Листвянский, Романовский, Рюриковский, Симбирский, Тихеевский, Троицкий и Тундинский сельсоветы Барзасского района.
20 июня 1930 года Троицкий район был упразднён, а его территория передана в Ижморский район.
Вторично Троицкий район был образован 22 февраля 1946 года в составе Кемеровской области. К району отошли Воскресенский, Вяземский, Иверский, Красноярский, Кольцовский, Летяжский, Ломачевский, Симбирский, Троицкий и Тундинский с/с Ижморского района и Златогорский, Романовский и Тихеевский
15 июля 1953 года Троицкий район был упразднён, а его территория передана в Ижморский район.